# シュナイダーマーモセット
シュナイダーマーモセット（学名: Mico schneideri、英語: Schneider’s marmoset、ポルトガル語: sagui-de-Schneider）は、オマキザル科シルバーマーモセット属に分類される霊長類。
学名の「schneideri」は著名な霊長類研究者であるHorácio Schneiderから名づけられている。
ジュルエナ川とテレスピレス川の間、その中でも北の方という狭い範囲に生息している。1995年から標本は採取されていたものの、スネトラーゲマーモセットだと誤同定されていたが、2015年から2018年にかけて行われた調査により新種と判明し、2021年に新種として発表された。
森林破壊により個体数は減っている、絶滅危惧種である。

## 分布
ブラジル・アマゾンのジュルエナ川とテレスピレス川の間に生息している。
ジュルエナ川とテレスピレス川の間と言ってもその内北の方のみ生息し、南には個体数はほとんどない。

## 保全状況
森林破壊による影響で、個体数は減少傾向にある。その結果、レッドリストでは2022年3月14日に絶滅危惧IB類に指定されている。

## 形態・生態
体毛は短く、白もしくは灰色をしている。頭頂部は黒っぽくなっている。
腹部はクリーム色をしており、平爪を備える第1指以外は背方から腹方に向かって曲がる鈎爪が備わる。
目は暗褐色。
基本的に寿命は5-6歳。

## 発見
20世紀初頭、ドイツの鳥類学者エミーリエ・スネトラーゲがブラジルのアマゾン流域でフィールドワークを行った際にスネトラーゲマーモセットの標本が収集された。これを基に、1995年に収集されたジュルエナ川・テレスピレス川間の標本はスネトラーゲマーモセットであると誤同定されていた。
しかし2015年になり本当にこれが正しいのかという話になり、2015年から2018年にかけてConservation Leadership Programmeからの支援の下アマゾンでフィールドワークが行われた。そして標本を収集し、調査を行ったところシルバーマーモセット属に属する新種であることが判明した。
その後2021年8月2日に『Scientific Reports』に寄稿された論文により、新種として認定された。